# Greif-Velox Maschinenfabrik
Die Greif-Velox Maschinenfabrik GmbH (Eigenschreibweise: GREIF-VELOX) ist ein Verpackungsmaschinenhersteller mit Sitz in Lübeck. Das Unternehmen hat mehr als 100 Mitarbeiter und einen Umsatz von ca. 20 Millionen Euro.

## Geschichte
Das Unternehmen geht auf die Greifenmühle in Klützow, Pommern (Klützow ist heute Stadtteil von Stargard in Polen), zurück. Diese Mühle lässt sich bis in die Zeit um 1100 nachweisen. Seit 1734 befand sich die Mühle im Besitz der Familie Mahlkuch. Ernst Mahlkuch führte mehrere Neuerungen ein und überführte die Firma nach dem Zweiten Weltkrieg nach Lübeck. Seit 1938 trug die Firma den Namen Greif-Werke, seit 1997 führt sie den heutigen Namen Greif-Velox. Von 1978 bis 2018 war Greif-Velox Teil der Möllers Group.
In den 1980er Jahren entwickelte Greif-Velox eine Vakuum-Technologie für die staubfreie Absackung von ultrafeinen Pulvern (mit Korngrößen von weniger als 200 Mikrometern und einem Schüttgewicht von 10 bis 450 Gramm pro Liter).
1999 übernahm Greif-Velox die Firma Logdos, Hersteller Abfüll- und Dosieranlagen für flüssige und viskose Produkte.
2020 wurde die amerikanische Tochtergesellschaft Greif-Velox America in Sacramento, Kalifornien, gegründet, die 2025 nach Texas umzog.
Im Jahr 2025 feierte das Unternehmen 80 Jahre am Standort Lübeck.